# يوري أراك
يوري أراك (بالإنجليزية: Jüri Arrak)‏ (من مواليد 24 أكتوبر 1936) هو فنان تشكيلي إستوني ورسام. اشتهرت أعماله بأسلوب مميز في جميع أنحاء العالم.
ولد يوري في تالين، وتخرج من معهد الفن الإستوني. وهو عضو في جمعية الفنان الإستوني وعضو في الأكاديمية الأوروبية للعلوم والفنون.
تتمثل أعمال أرك في المتحف الإستوني للفنون، تالين، إستونيا ومتحف الفن الحديث (نيويورك)، الولايات المتحدة الأمريكية ومتحف نيو أورليانز للفنون في الولايات المتحدة الأمريكية وغاليري تريتياكوف في موسكو، روسيا ومتحف لودفيغ للفنون، كولونيا، ألمانيا.

## جوائز
تم منح يوري أراك الدرجة الثانية من وسام النجمة البيضاء من قبل رئيس إستونيا في عام 2000.

## روابط خارجية
- يوري أراك على موقع ميوزك برينز (الإنجليزية)
- يوري أراك على موقع ديسكوغز (الإنجليزية)